# Moggridgea occidua
Espèce
Moggridgea occidua est une espèce d'araignées mygalomorphes de la famille des Migidae.

## Distribution
Cette espèce est endémique de Principe à Sao Tomé-et-Principe.

## Description
La femelle holotype mesure 6,13 mm

## Publication originale
- Simon, 1907 : Arachnides recueillis par L. Fea sur la côte occidentale d'Afrique. 1re partie. Annali del Museo Civico di Storia Naturale di Genova, sér. 3, vol. 3, p. 218-323 (texte intéral).